# Serie Final de la Liga Nacional de Baloncesto 2016
La Serie Final de la Liga Nacional de Baloncesto 2016 fue la serie definitiva para la Liga Nacional de Baloncesto 2016. Los campeones del campeones del Circuito Sureste, los Leones de Santo Domingo derrotaron a los campeones del Circuito Norte, los Metros de Santiago en el séptimo y último partido de la serie (4-3), logrando su segundo campeonato de la historia. Esta fue la sexta Serie Final en la que se enfrentaron los primeros lugares de la serie regular de cada circuito desde la creación de los circuitos en 2006. Por el apoyo de los fanáticos, la calidad de ambos equipos, el desarrollo de la serie y la rivalidad deportiva entre Santiago y Santo Domingo es considerada una de las mejores series finales en la historia de la Liga Nacional de Baloncesto.
Esta fue la quinta aparición en la Serie Final para los Metros, siendo esta su tercera aparición consecutiva desde 2014, convirtiéndose en el primer equipo en lograr tres apariciones consecutivas a la Serie Final de la liga. Los Metros fueron exitosos en las cuatro apariciones anteriores. Por el otro lado, esta fue la cuarta aparición en la Serie Final para los Leones, resultando victoriosos en la aparición de 2011. Esta fue la segunda vez que estos equipos se enfrentan en la Serie Final de la Liga Nacional de Baloncesto y la primera vez bajo el nombre de Leones de Santo Domingo.
La serie se disputó miércoles, viernes y domingo, del 7 al 21 de septiembre de 2016. El formato local/visitante de la serie fue el utilizado desde 2011, el formato de ida y vuelta (En Santiago se disputaron los partidos 1, 3, 5 y 7, mientras que en Santo Domingo se jugaron los partidos 2, 4 y 6).

## Trayectoria hasta la Serie Final
Estos son los resultados de ambos equipos desde el comienzo de la temporada:
| Circuito | Equipo                  | Serie regular          | Round Robin           |
| -------- | ----------------------- | ---------------------- | --------------------- |
| Norte    | Metros de Santiago      | 18-2 (1º del circuito) | 6-0 (1º del circuito) |
| Sureste  | Leones de Santo Domingo | 12-8 (1º del circuito) | 6-0 (1º del circuito) |

## Enfrentamientos en serie regular
La serie regular entre estos equipos quedó empate 1-1, ambos equipos ganaron el partido como local.
| 17 de julio de 2016 | Metros de Santiago                                       | 120–96               | Leones de Santo Domingo                                                    |                                                                      |  |
|                     | Parciales: 29 - 26, 26 - 18, 33 - 25, 32 - 28            |                      |                                                                            |                                                                      |  |
|                     | Estadísticas Víctor Liz 31 Eloy Vargas 9 Adris de León 8 | Reporte Pts Reb Asts | Estadísticas 19 Manuel Fortuna 6 M. J. Rhett y B. Conklin 4 Manuel Fortuna | Pabellón: Gran Arena del Cibao, Santiago de los Caballeros, Santiago |  |

| 23 de julio de 2016 | Leones de Santo Domingo                                              | 93–86                | Metros de Santiago                                            |                                                                      |  |
|                     | Parciales: 13 - 28, 28 - 21, 22 - 23, 30 - 14                        |                      |                                                               |                                                                      |  |
|                     | Estadísticas Brian Conklin 21 M. J. Rhett 15 A. Abreu y J. Giddens 3 | Reporte Pts Reb Asts | Estadísticas 27 Adris de León 9 Eloy Vargas 4 Orlando Sánchez | Pabellón: Polideportivo San Carlos, Santo Domingo, Distrito Nacional |  |

## Serie Final
Los horarios corresponden al huso horario de la República Dominicana, UTC-4.

### Partido 1
| 7 de septiembre de 2016, 8:00 p. m. | Metros de Santiago                                          | 104–93               | Leones de Santo Domingo                                   | |  |  |
|                                     | Parciales: 26 - 25, 21 - 26, 32 - 24, 25 - 18               |                      |                                                           | |  |  |
|                                     | Estadísticas Robert Glenn 26 Eloy Vargas 10 Adris de León 5 | Reporte Pts Reb Asts | Estadísticas 23 Manuel Fortuna 9 M. J. Rhett 6 Alex Abreu | Pabellón: Gran Arena del Cibao, Santiago de los Caballeros, Santiago Árbitros: Reynaldo Mercedes, Roberto Mota y Celestino Pérez |  |  |
| Metros lideran 1-0                  |                                                             |                      |                                                           | |  |  |
|                                     |                                                             |                      |                                                           | |  |  |

Los Metros de Santiago abrieron la serie con victoria tras vencer 104 por 93 a los Leones de Santo Domingo. Los Leones iniciaron dominando el primer cuarto, cuando en los primeros 5 minutos dominaban el partido 16 por 6, pero los Metros lograron darle la vuelta al marcador y terminaron dominando el periodo 26 por 25. El segundo parcial fue muy cerrado, tras intercambio de canastas durante todo el periodo, los Leones terminaron dominando el cuarto 26 por 21, pasando a liderar el partido en el descanso 51 por 47. En el tercer periodo, la mayor ventaja de los Leones fue de 8 puntos, cuando Brian Conklin anotó un triple restando 7:54 por jugar. Los Metros redujeron esa ventaja haciendo una racha de 8 puntos, emparejando el marcador a 62 puntos con 6:06 por jugar. Los Metros terminaron dominando el parcial 32 por 24, liderando el partido con un marcador de 79 por 75. En el último cuarto, los Leones pasaron al frente del juego cuando M. J. Rhett anotó dos puntos tras una asistencias de José Corporan. Sin embargo, con un donqueo de Robert Glenn con 8:11 por jugar, los Metros volvieron a tomar el control del juego, estos dos puntos de Glenn fueron el inicio de un 22-10, que realizaron los Metros hasta finalizar el partido.
Glenn y Víctor Liz fueron los líderes de los Metros, Glenn registró 26 puntos y 7 rebotes, mientras que Liz logró 21 puntos, 4 rebotes, 4 asistencias y 5 recuperaciones. Chane Behanan y Adris de León aportaron 15 y 11 puntos, respectivamente, y Eloy Vargas logró un doble-doble con 10 puntos y 10 rebotes.
Manuel Fortuna fue la cabeza de los Leones con 23 puntos, 4 rebotes y 4 robos (anotó 5 de 7 triples), Brian Conklin anotó 14 puntos y atrapó 4 rebotes, mientras que M. J. Rhett logró 13 puntos y 9 rebotes, Juan Guerrero y Alex Abreu aportaron 12 puntos cada uno. Por último, Donté Greene quien promedió 19.8 puntos en la semifinal, fue limitado por problemas de faltas personales y solo disputó 12 minutos, donde anotó 4 puntos.

### Partido 2
| 9 de septiembre de 2016, 8:00 p. m. | Leones de Santo Domingo                                  | 101–85               | Metros de Santiago                                        | |  |  |
|                                     | Parciales: 18 - 21, 14 - 25, 45 - 18, 24 - 21            |                      |                                                           | |  |  |
|                                     | Estadísticas Donté Greene 27 M. J. Rhett 13 Alex Abreu 8 | Reporte Pts Reb Asts | Estadísticas 20 Eloy Vargas 13 Eloy Vargas 5 Robert Glenn | Pabellón: Polideportivo San Carlos, Santo Domingo, Distrito Nacional Árbitros: Robinson Aracena, Raúl García y José Berroa |  |  |
| Serie empatada 1-1                  |                                                          |                      |                                                           | |  |  |
|                                     |                                                          |                      |                                                           | |  |  |

Los Leones aprovecharon la casa y derrotaron a los Metros 101 por 85, igualando la serie 1-1. El partido inició muy igualado, pero tras varios cambios de lideratos, los Metros ganaron el primer parcial 21 por 18. En el inicio del segundo cuarto, los Metros protagonizaron una racha de 8 puntos con 2 triples de Ricardo Soliver y dos puntos de Robert Glenn. Esta racha le dio ventaja de 11 puntos, poniendo el marcador 29 por 18. Con una buena defensa que solo permitió 14 puntos en el segundo periodo, los Metros se fueron al descanso dominando el partido con una ventaja de cifras dobles con un marcador de 46 por 32. A pesar de esta ventaja, los Leones no se quedaron detrás y con el partido bajo el control de los Metros 48 por 36, los Leones lograron una racha de 13-0 con 7 minutos por jugar, este corrido les dio la ventaja con el marcador 49 por 48. Después de esa racha, los Leones hicieron una anotación de 28-16 hasta terminar el tercer cuarto. Con una eficiente defensa acompañada de una gran ofensiva, los Leones dominaron absolutamente el tercer parcial, anotando impresionantemente 45 puntos en ese cuarto y permitiendo solo 18 puntos, colocándose delante con 13 puntos de ventaja. En el último cuarto, los Leones no volvieron a perder el control de partido, tampoco permitieron a los Metros acercarse a menos 11 puntos.
Donté Greene lideró a los Leones con 27 puntos, a los que agregó 7 rebotes y 3 asistencias, Manuel Fortuna anotó 20 puntos, M. J. Rhett registró un gran doble-doble con 17 puntos y 13 rebotes, mientras que Brian Conklin hizo lo propio con 17 puntos y 9 rebotes. Cabe destacar la actuación de Alex Abreu con 7 puntos y 8 asistencias, quien fue protagonista de varias canastas importante para los Leones.
Eloy Vargas fue el guía de los Metros, logró un doble-doble con 20 puntos y 13 rebotes, Robert Glenn anotó 14 puntos y repartió 5 asistencias, mientras que Víctor Liz, Chane Behanan y Adris de León registraron 12, 11 y 10 puntos, respectivamente.

### Partido 3
| 11 de septiembre de 2016, 6:00 p. m. | Metros de Santiago                                          | 89–90                | Leones de Santo Domingo                                   | |  |  |
|                                      | Parciales: 24 - 18, 20 - 27, 23 - 21, 22 - 24               |                      |                                                           | |  |  |
|                                      | Estadísticas Víctor Liz 24 Chane Behanan 12 Chane Behanan 4 | Reporte Pts Reb Asts | Estadísticas 23 Donté Greene 12 Donté Greene 6 Alex Abreu | Pabellón: Gran Arena del Cibao, Santiago de los Caballeros, Santiago Árbitros: Joel Pérez, Daniel Asencio y Erick Martínez |  |  |
| Leones lideran 2-1                   |                                                             |                      |                                                           | |  |  |
|                                      |                                                             |                      |                                                           | |  |  |

### Partido 4
| 14 de septiembre de 2016, 8:00 p. m. | Leones de Santo Domingo                                    | 77–88                | Metros de Santiago                                        | |  |  |
|                                      | Parciales: 19 - 19, 23 - 20, 20 - 26, 15 - 23              |                      |                                                           | |  |  |
|                                      | Estadísticas M. J. Rhett 18 M. J. Rhett 8 tres jugadores 3 | Reporte Pts Reb Asts | Estadísticas 35 Robert Glenn 6 Eloy Vargas 4 Robert Glenn | Pabellón: Polideportivo San Carlos, Santo Domingo, Distrito Nacional Árbitros: Reynaldo Mercedes, Roberto Mota y Celestino Pérez |  |  |
| Serie empatada 2-2                   |                                                            |                      |                                                           | |  |  |
|                                      |                                                            |                      |                                                           | |  |  |

### Partido 5
| 16 de septiembre de 2016, 8:00 p. m. | Metros de Santiago                                        | 100–89               | Leones de Santo Domingo                                                                     | |  |  |
|                                      | Parciales: 21 - 24, 26 - 21, 35 - 15, 18 - 29             |                      |                                                                                             | |  |  |
|                                      | Estadísticas Víctor Liz 22 Robert Glenn 7 Adris de León 4 | Reporte Pts Reb Asts | Estadísticas 22 M. Fortuna y M. J. Rhett 5 D. Greene y M. J. Rhett 4 A. Abreu y J. Corporán | Pabellón: Gran Arena del Cibao, Santiago de los Caballeros, Santiago Árbitros: Reynaldo Mercedes, Joel Pérez y Davide Ramilli |  |  |
| Metros lideran 3-2                   |                                                           |                      |                                                                                             | |  |  |
|                                      |                                                           |                      |                                                                                             | |  |  |

### Partido 6
| 18 de septiembre de 2016, 6:00 p. m. | Leones de Santo Domingo                                                      | 93–87                | Metros de Santiago                                       | |  |  |
|                                      | Parciales: 23 - 25, 22 - 13, 25 - 21, 23 - 28                                |                      |                                                          | |  |  |
|                                      | Estadísticas D. Greene y M. Fortuna 23 B. Conklin y D. Greene 7 Alex Abreu 5 | Reporte Pts Reb Asts | Estadísticas 26 Robert Glenn 14 Eloy Vargas 3 Víctor Liz | Pabellón: Polideportivo San Carlos, Santo Domingo, Distrito Nacional Árbitros: Robinson Aracena, Daniel Asencio y José Berroa |  |  |
| Serie empatada 3-3                   |                                                                              |                      |                                                          | |  |  |
|                                      |                                                                              |                      |                                                          | |  |  |

### Partido 7
| 21 de septiembre de 2016, 8:00 p. m. | Metros de Santiago                                                            | 97–101               | Leones de Santo Domingo                                  | |  |  |
|                                      | Parciales: 32 - 25, 22 - 24, 23 - 19, 20 - 33                                 |                      |                                                          | |  |  |
|                                      | Estadísticas D. Wilkins y R. Glenn 24 E. Vargas y R. Glenn 10 Adris de León 5 | Reporte Pts Reb Asts | Estadísticas 25 M. J. Rhett 11 M. J. Rhett 10 Alex Abreu | Pabellón: Gran Arena del Cibao, Santiago de los Caballeros, Santiago Árbitros: Reynaldo Mercedes, Roberto Mota y Joel Pérez |  |  |
| Leones ganan la serie 4-3            |                                                                               |                      |                                                          | |  |  |
|                                      |                                                                               |                      |                                                          | |  |  |

## Rosters

### Leones de Santo Domingo
| Leones de Santo Domingo | Leones de Santo Domingo | Leones de Santo Domingo | Leones de Santo Domingo |
| #                       | Nombre                  | Nacionalidad            | Posición                |
| ----------------------- | ----------------------- | ----------------------- | ----------------------- |
| 1                       | Alex Abreu              | Puerto Rico             | Armador (1)             |
| 23                      | Giancarlo Acosta        | República Dominicana    | Delantero (3)           |
| 14                      | Brian Conklin           | Estados Unidos          | Delantero de poder (4)  |
| 8                       | José Corporán           | República Dominicana    | Armador (1)             |
| 5                       | Manuel Fortuna          | República Dominicana    | Armador (1)             |
| 24                      | Donté Greene            | Estados Unidos          | Delantero de poder (4)  |
| 11                      | Juan Guerrero           | República Dominicana    | Delantero de poder (4)  |
| 4                       | Yohansy Minaya          | República Dominicana    | Escolta (2)             |
| 32                      | M. J. Rhett             | Estados Unidos          | Delantero de poder (4)  |
| 20                      | Melvin Richardson       | República Dominicana    | Delantero de poder (4)  |
| 9                       | César Rosario           | República Dominicana    | Armador (1)             |
| 22                      | Erickson Sánchez        | República Dominicana    | Armador (1)             |
| 10                      | Gerardo Suero           | República Dominicana    | Escolta (2)             |
| Dirigente: David Díaz   |                         |                         |                         |

### Metros de Santiago
| Metros de Santiago         | Metros de Santiago | Metros de Santiago   | Metros de Santiago     |
| #                          | Nombre             | Nacionalidad         | Posición               |
| -------------------------- | ------------------ | -------------------- | ---------------------- |
| 24                         | Chane Behanan      | Estados Unidos       | Delantero (3)          |
| 10                         | Adris de León      | República Dominicana | Armador (1)            |
| 32                         | Kevin Dixon        | República Dominicana | Delantero (3)          |
| 13                         | Amaury Filion      | República Dominicana | Delantero de poder (4) |
| 23                         | Robert Glenn       | Estados Unidos       | Delantero (3)          |
| 5                          | Víctor Liz         | República Dominicana | Escolta (2)            |
| 3                          | Osvaldo López      | República Dominicana | Delantero (3)          |
| 7                          | Nehemias Morillo   | República Dominicana | Escolta (2)            |
| 20                         | Joel Ramírez       | República Dominicana | Armador (1)            |
| 16                         | Ricardo Soliver    | República Dominicana | Armador (1)            |
| 9                          | Lennin Sosa        | República Dominicana | Delantero (3)          |
| 8                          | Ronald Tineo       | República Dominicana | Delantero de poder (4) |
| 30                         | Eloy Vargas        | República Dominicana | Centro (5)             |
| 12                         | Damien Wilkins     | Estados Unidos       | Delantero (3)          |
| Dirigente: Carlos González |                    |                      |                        |

## Estadísticas

### Leones de Santo Domingo
| Jugador          | PJ | PT | MPP  | TC%  | 3P%  | TL%  | RPP | APP | ROB | TPP | PPP  |
| ---------------- | -- | -- | ---- | ---- | ---- | ---- | --- | --- | --- | --- | ---- |
| Alex Abreu       | 7  | 7  | 31.6 | 43.9 | 36.7 | 66.7 | 3.3 | 6.0 | 1.7 | 0.0 | 10.4 |
| Giancarlo Acosta | 7  | 0  | 13.0 | 73.1 | 55.6 | 72.7 | 1.9 | 1.1 | 0.4 | 0.0 | 7.3  |
| Brian Conklin    | 7  | 7  | 31.9 | 46.5 | 26.7 | 61.1 | 4.1 | 1.3 | 0.6 | 0.7 | 11.6 |
| José Corporán    | 6  | 0  | 12.2 | 41.7 | 25.0 | 0.0  | 1.3 | 2.2 | 0.5 | 0.2 | 1.8  |
| Manuel Fortuna   | 7  | 7  | 35.1 | 54.7 | 52.5 | 78.6 | 4.3 | 2.7 | 1.6 | 0.3 | 19.4 |
| Donté Greene     | 7  | 7  | 29.1 | 48.2 | 41.3 | 80.0 | 6.4 | 2.1 | 1.6 | 1.0 | 17.0 |
| Juan Guerrero    | 5  | 0  | 5.8  | 60.0 | 0.0  | 0.0  | 1.2 | 0.2 | 0.0 | 0.0 | 3.6  |
| Yohansy Minaya   | 2  | 0  | 2.0  | 40.0 | 0.0  | 0.0  | 0.0 | 0.0 | 0.0 | 0.0 | 2.0  |
| M. J. Rhett      | 7  | 7  | 31.7 | 69.6 | 0.0  | 71.4 | 8.0 | 1.0 | 0.3 | 1.1 | 17.9 |
| César Rosario    | 3  | 0  | 7.7  | 66.7 | 50.0 | 0.0  | 1.0 | 1.0 | 0.0 | 0.3 | 1.7  |
| Gerardo Suero    | 7  | 0  | 8.3  | 36.8 | 41.7 | 66.7 | 1.6 | 0.0 | 0.1 | 0.0 | 3.0  |

### Metros de Santiago
| Jugador          | PJ | PT | MPP  | TC%  | 3P%  | TL%   | RPP | APP | ROB | TPP | PPP  |
| ---------------- | -- | -- | ---- | ---- | ---- | ----- | --- | --- | --- | --- | ---- |
| Chane Behanan    | 6  | 3  | 22.8 | 40.4 | 30.0 | 56.5  | 5.3 | 1.2 | 1.8 | 1.2 | 9.7  |
| Adris de León    | 7  | 7  | 27.0 | 44.6 | 31.0 | 83.3  | 3.3 | 2.9 | 1.3 | 0.4 | 12.7 |
| Kevin Dixon      | 1  | 0  | 0.8  | 0.0  | 0.0  | 0.0   | 0.0 | 0.0 | 0.0 | 0.0 | 0.0  |
| Amaury Filion    | 5  | 0  | 2.4  | 20.0 | 0.0  | 0.0   | 0.8 | 0.0 | 0.0 | 0.0 | 0.4  |
| Robert Glenn     | 7  | 7  | 33.6 | 61.8 | 62.5 | 78.0  | 6.4 | 2.1 | 0.9 | 1.6 | 21.0 |
| Víctor Liz       | 7  | 7  | 35.0 | 42.0 | 32.6 | 87.5  | 4.7 | 2.6 | 3.3 | 0.1 | 19.4 |
| Osvaldo López    | 7  | 0  | 2.1  | 25.0 | 25.0 | 0.0   | 0.0 | 0.1 | 0.0 | 0.0 | 0.4  |
| Nehemias Morillo | 7  | 0  | 8.6  | 43.5 | 41.7 | 0.0   | 1.1 | 0.0 | 0.1 | 0.1 | 3.6  |
| Joel Ramírez     | 7  | 0  | 13.4 | 39.1 | 25.0 | 100.0 | 0.7 | 1.6 | 0.6 | 0.0 | 3.4  |
| Ricardo Soliver  | 7  | 0  | 20.9 | 37.0 | 47.6 | 83.3  | 1.6 | 0.4 | 0.7 | 0.0 | 5.0  |
| Lennin Sosa      | 2  | 0  | 0.3  | 0.0  | 0.0  | 50.0  | 0.0 | 0.0 | 0.5 | 0.0 | 0.5  |
| Ronald Tineo     | 5  | 3  | 6.4  | 22.2 | 14.3 | 100.0 | 2.0 | 0.0 | 0.2 | 0.4 | 1.8  |
| Eloy Vargas      | 7  | 7  | 28.4 | 57.1 | 0.0  | 73.9  | 9.4 | 0.3 | 0.7 | 0.6 | 13.9 |
| Damien Wilkins   | 1  | 1  | 37.0 | 61.5 | 75.0 | 100.0 | 7.0 | 2.0 | 2.0 | 0.0 | 24.0 |